# Geografie van Ierland

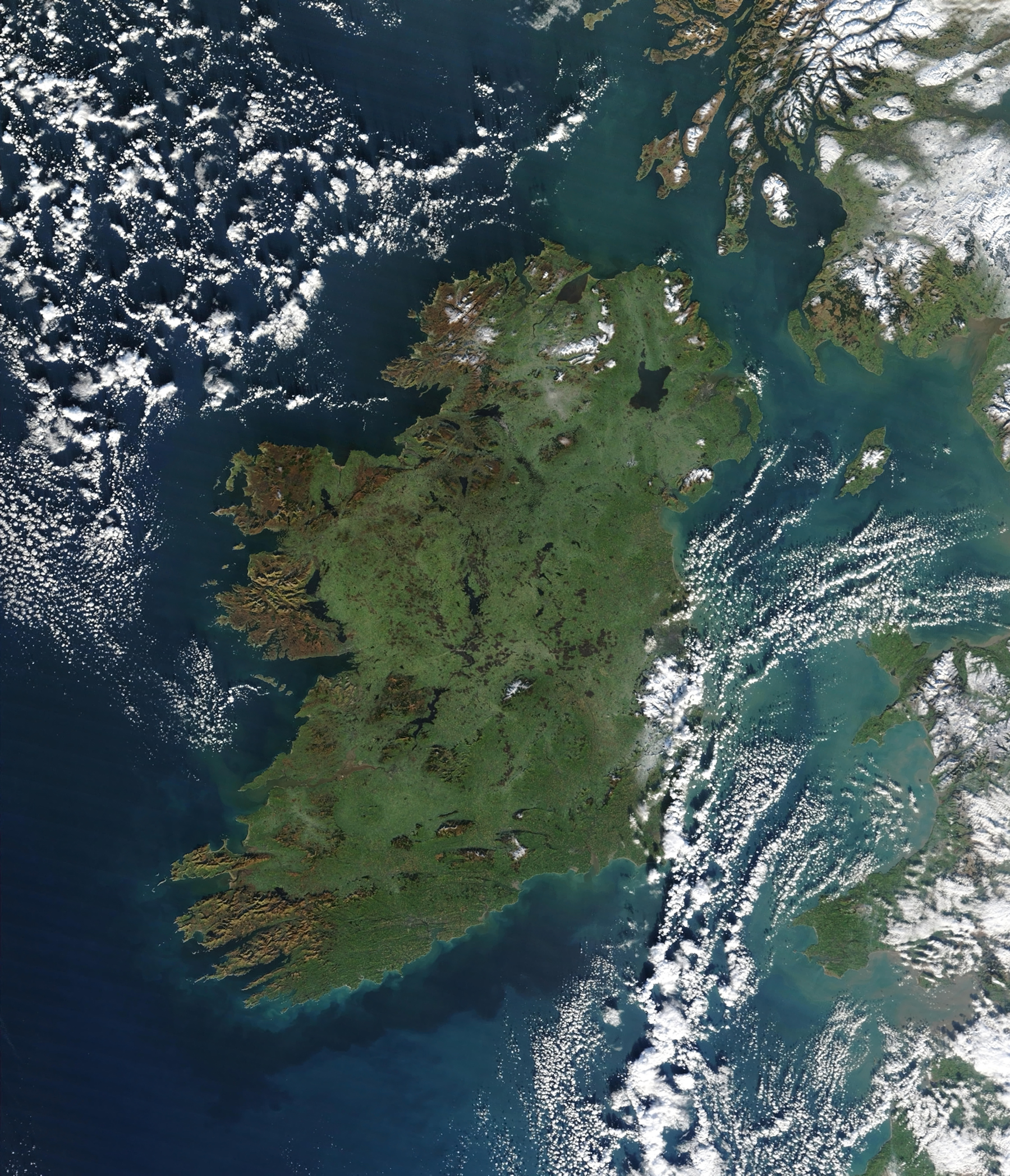
Ierland krijgt vaak de bijnaam "Emerald Isle" (Smaragden Eiland) omwille van het overheersend groene landschap

De geografie van Ierland beschrijft een eiland in het noordwesten van Europa in het noordelijke gedeelte van de Atlantische Oceaan. De belangrijkste geografische kenmerken van Ierland zijn de lage centraal gelegen vlakten omgeven door een ring van bergachtige kustgebieden. Het hoogste punt is Carrauntoohil, dat 1041 meter boven de zeespiegel ligt. De westelijke kustlijn is ruw, met veel eilanden, schiereilanden, landtongen en baaien. Het eiland wordt in twee delen gedeeld door de rivier de Shannon met zijn 386 km lange loop en een estuarium van 113 km. De rivier is ook de langste van Ierland en vloeit zuidwaarts van County Cavan in het noordelijke Ulster tot aan de monding in de Atlantische Oceaan ten westen van de stad Limerick. Vanaf deze stad wordt de rivier almaar breder tot hij in zee uitmondt ter hoogte van Loop Head (County Clare) en Ballybunion (County Kerry), respectievelijk noordelijk en zuidelijk van de Shannon. Er zijn behoorlijke meren langs de Ierse rivieren, waarvan Lough Neagh het grootste is.
Politiek en staatkundig gezien bestaat het eiland uit de Ierland en Noord-Ierland. De eerste bezit jurisdictie over vijf zesde van het eiland. De tweede is een beperkt autonoom gebied van het Verenigd Koninkrijk met jurisdictie over het overblijvende zesde gedeelte.
Gelegen ten westen van het eiland Groot-Brittannië heeft het tevens bij benadering 53°N 8°W als coördinaten. Het gebied beslaat een totale oppervlakte van 84.412 km². Het is afgescheiden van Groot-Brittannië door de Ierse Zee en van het Europese vasteland door de Keltische Zee.

## Geologische ontwikkeling

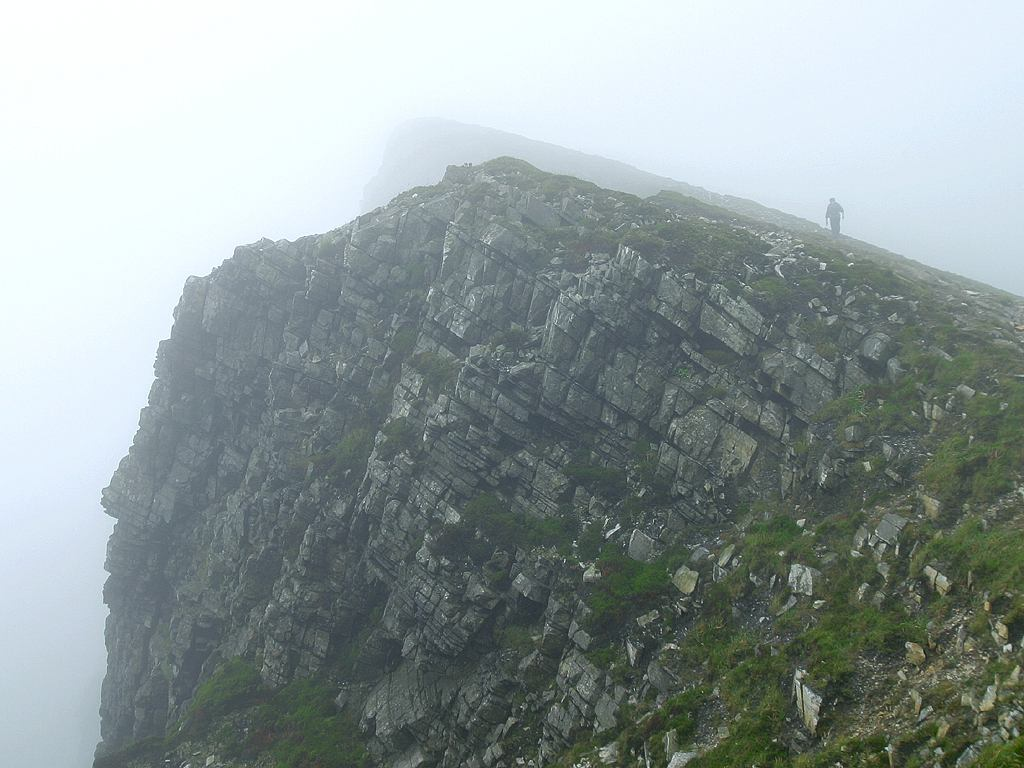
Slieve League in het zuiden van County Donegal is een voorbeeld van een oud Iers gesteente.

Het oudst bekende Ierse gesteente is ongeveer 1,7 miljard jaar oud en is te vinden op Inishtrahull Island langs de kusten van County Donegal. In andere delen van Donegal hebben wetenschappers gesteenten ontdekt die zijn ontstaan door gletsjerdeposito's. Dit toont aan dat in dit tijdperk een deel van wat Ierland zou worden, in de greep was van een ijstijd. Als gevolg van de werking van latere aardverschuivingen is het zo goed als onmogelijk om de juiste opeenvolging van de gesteentelagen nader te bepalen.
Ongeveer 600 miljoen jaar geleden (het einde van de Precambrium) splitste de Ierse landmassa in twee delen, met het ene deel aan de westelijke kant van de Iapetusoceaan en het andere aan de oostelijke kant. Zij kwamen terecht op ongeveer 80° zuiderbreedte, dicht bij wat nu het huidige noordwesten van Afrika is. Met behulp van de gegevens uit fossielen die gevonden zijn ter hoogte van Bray Head in County Wicklow kon worden afgeleid dat Ierland in deze periode onder de zeespiegel lag. Gedurende de volgende 50 miljoen jaar schoven de twee delen naar elkaar toe om uiteindelijk 440 miljoen jaar geleden samen te komen. Fossielen ter hoogte van Clogher Head in County Louth toonden het samenkomen van fauna aan afkomstig uit kustgebieden van beide kanten van de oorspronkelijk tussenliggende oceaan. De botsing was de aanleiding van de vorming van de bergen in het noordwesten van Ierland, samen met het graniet dat te vinden is plaatsen in Donegal en Wicklow. Op dat moment lag de Ierse landmassa boven de zeespiegel op de breedte van de evenaar. Fossielresten van terrestrisch levensvormen uit deze periode leveren hiervoor het bewijs. Deze bevatten fossielen van bomen van Kiltorcan in County Kilkenny, wijdverspreide beenvissen en zoetwatermosselen en de voetafdrukken van een viervoetig amfibie die bewaard zijn in een plaatje leisteen op Valentia Island in County Kerry. Tevens werd op dat ogenblik ook Old Red Sandstone (oude roze zandsteen) gevormd.
Tussen 400 miljoen en 300 miljoen jaar geleden zonk het noordwesten van Europa (inclusief Ierland) onder in een warme en calcium-rijke zee. Bijgevolg ontstonden grote koraalriffen in deze wateren zodat uiteindelijk de kalksteen gevormd werd die 65% van het gesteente van het eiland uitmaakt. Toen het water zich terugtrok, konden tropische regenwouden en moerassen gaan bloeien. De overblijvende vegetatieresten werden omgezet in kool dat later grotendeels weg erodeerde. Dit tijdperk van het Carboon eindigde met de voortzetting van platentektoniek die Ierland verder noordwaarts liet drijven. De druk die hieruit werd opgestapeld creëerde de Ierse bergketens en heuvellandschappen die vanuit het noordoosten naar het zuidwesten lopen.

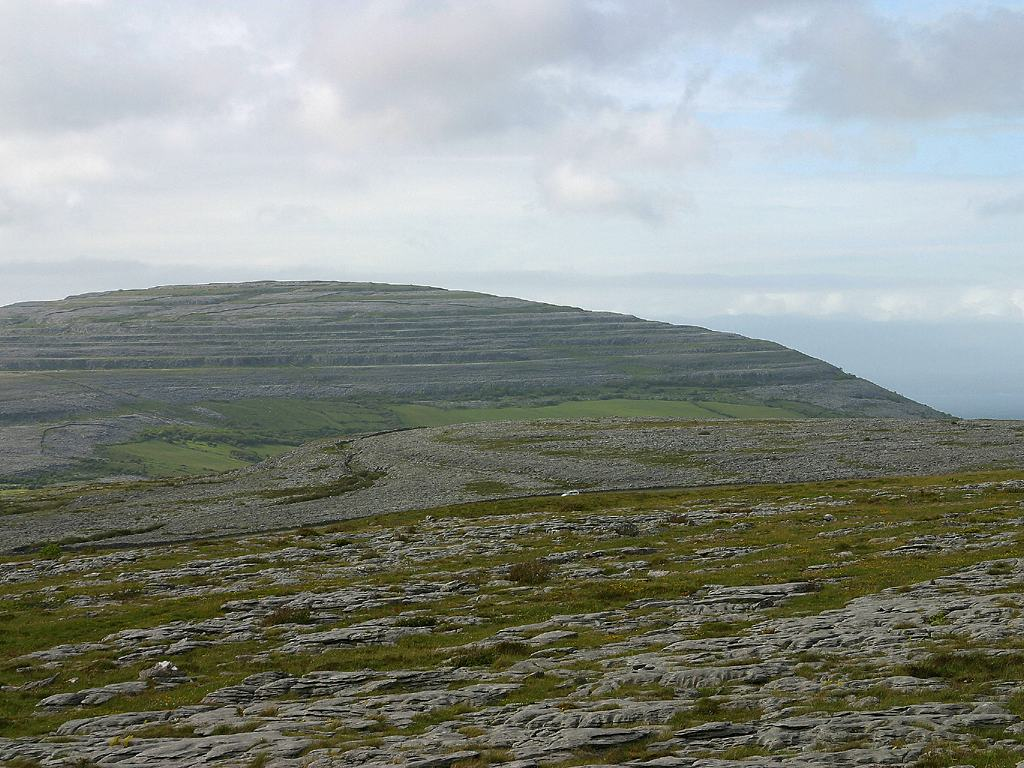
Karstlandschap in de Burren

Rond 250 miljoen jaar geleden lag Ierland op dezelfde breedte als Egypte tegenwoordig en had het daarenboven een aride klimaat. Het was rond deze tijd dat het grootste deel van de kool en de zandsteen wegerodeerde. De dunnere lagen kalksteen in het zuiden waren ook onderhevig aan deze erosie. De kalksteen die werd blootgelegd na de verdwijning van de zandsteenmantel kwam in aanraking met koolstofdioxide en andere factoren. Bijgevolg ontstond een karstlandschap dat nog steeds zichtbaar is in de Burren in County Clare. Kort hierna ontwikkelden organische resten in de zeeën rond Ierland natuurlijke gas- en petroleumsedimenten die vandaag nog een belangrijk deel uitmaken van de Ierse economie. Vervolgens zonk het eiland zo'n 150 miljoen jaar geleden terug onder water, maar ditmaal in een krijtachtige zee die resulteerde in de vorming van krijt langsheen grote delen van het oppervlak. Sporen hiervan zijn nog steeds te vinden onder de basaltlava in gebieden in het noorden.
65 miljoen jaar geleden begon de vulkanische activiteit waaruit deze lava gevormd werd. De Mourne Mountains en andere gebergten in het noorden van het eiland ontstonden als gevolg van deze activiteit. Het klimaat was toen warm en de vegetatie was weelderig. Vegetatieve overblijfselen in het laagland van Antrim brachten de ontwikkeling van bruinkool of ligniet die onveranderd zijn gebleven tot op vandaag. De warme condities brachten een hoge hoeveelheid neerslag mee die erosieprocessen versnelden en de karstlandschappen vormden.
Ierland benaderde zo'n 25 miljoen jaar geleden zijn huidige ligging. De lange perioden van erosie gaven gevolg aan een behoorlijke bodemvorming waar het grootste deel van de aardkorst mee bedekt werd. In gebieden met goede drainage bestond de bedekkende laag uit bruine of grijze bodem, terwijl in slecht gedraineerde gebieden eerder een zwarte klei overheerste. Toen het klimaat afkoelde vertraagde de bodemvorming en manifesteerden zich miljoenen jaren later dezelfde flora en fauna die de eerste menselijke bewoners zouden leren kennen. Het huidige landschap kwam in zijn geheel tot stand zo'n drie miljoen jaar geleden. Ongeveer 1,7 miljoen jaar geleden kwam de aarde in de greep van een cyclus van warme en koude perioden die ook een onvermijdelijke invloed hadden op Ierland. Het oudste bewijs dat we hiervoor hebben komt van de periode die gekend staat als het Ballylinan Warmtestadium, zo'n half miljoen jaar geleden. Op dat moment ontstonden reeds de Ierse bomen die als typisch voor het eiland worden beschouwd. De werking van het ijs tijdens de koude perioden was de belangrijkste factor die het Ierse landschap tot zijn huidige vorm bracht.
Invloeden van het ijs op het landschap betreffen de vorming van gletsjerkommen zoals Glendalough in Wicklow en keteldalen of gletsjermeren. De afzetting van overblijvende puinhopen onder het smeltende ijs creëerde drumlins die algemeen zijn voor het landschap in de noordelijke binnenland. Onder het ijs vormden zich stromingen en het materiaal dat deze hebben afgezet vormden eskers (in het Iers: Eiscir). De grootste onder hen, de Esker Riada, verdeelt het noorden en het zuiden van het eiland. Zijn smeltwaterrug diende ooit als de belangrijkste autosnelweg die de oostkust met de westkust verbond. Ongeveer de helft van de kustlijn bestaat uit een laagliggende duin- en weidelandschap met de naam Machair

### Gesteenten en bodemtypen

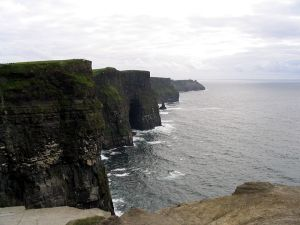
Lagen siltsteen, schalie and zandsteen kunnen gezien worden aan de Cliffs of Moher, dicht bij Doolin in County Clare.

Het grote centrale laagland bestaat uit kalksteen bedekt met afzettingen van klei en zand van gletsjers, met wijdverspreide venen en meren. De Bog of Allen is een van de grootste venen. De bergen aan de kust variëren sterk in geologische structuur. In het zuiden bestaan de bergen uit Old Red Sandstone met riviervalleien van kalksteen. In Galway, Mayo, Donegal, Down en Wicklow zijn de bergen voornamelijk van graniet terwijl het noordoosten grotendeels een basaltplateau is. Een opmerkelijke regio is de Giant's Causeway in Antrim. Het is hoofdzakelijk basalt gevormd door vulkanische activiteit tussen 50-60 miljoen jaar geleden. De bazalten waren oorspronkelijk een deel van het grote Thuleaanse Plateau gevormd in het Paleogeen.
De bodems van het noorden en het westen zijn in het algemeen slecht gedraineerde turfbodems en gleybodems waaronder turfachtige podzolgronden. In het zuiden en het oosten daarentegen zijn de bodems goed gedraineerde bruine en grijs-bruine podzols. Dit komt tot uiting in de spreiding van de neerslag op het eiland, waarbij slecht gedraineerde streken de grootste hoeveelheden neerslag krijgen.
In het noorden van County Clare is een ongewone omgeving alomtegenwoordig, met name in het gebied de Burren. Dit karstlandschap bestaat uit kalksteen (als moedergesteente) met weinig tot geen bodem in de binnenste gebieden. Er zijn veel zinkgaten waar oppervlaktewater verdwijnt in de poreuze gesteentelaag en in sommige gebieden zijn wijdvertakte grotten gevormd. De grot Pol an Ionain), dicht bij Doolin, herbergt een van 's werelds langste vrijhangende stalagtieten.

### Bergketens

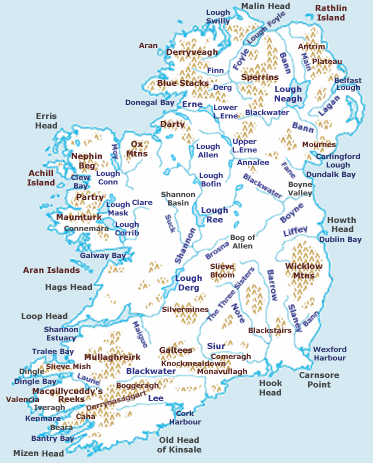
Bergen, meren, rivieren en andere fysische kenmerken van Ierland zijn zichtbaar op deze kaart. (large version).

Ierland bestaat voornamelijk uit een vlak en laag liggend gebied in het binnenland omgeven door bergketens zoals de Macgillycuddy's Reeks, Comeragh Mountains, Blackstairs Mountains, Wicklow Mountains, the Mournes, Glens of Antrim, Sperrin Mountains, Bluestack Mountains, Derryveagh Mountains, Ox Mountains, Nephinbeg Mountains en de Twelve Bens/Maumturksgroep. Sommige bergketens liggen meer in het binnenland in het zuiden van Ierland, zoals de hoogste binnenlandse keten de Galtee Mountains, Silvermines en Slieve Bloom Mountains. De hoogste top is Carrauntoohil met 1 041 m en ligt in de Macgillycuddy's Reeks. Deze bergketen van de door een gletsjer ingesneden bergen van zandsteen ligt in County Kerry. De bergen zijn niet hoog - slechts drie toppen overschrijden 1.000 m en de andere 457 zitten boven 500 m.

### Rivieren en meren

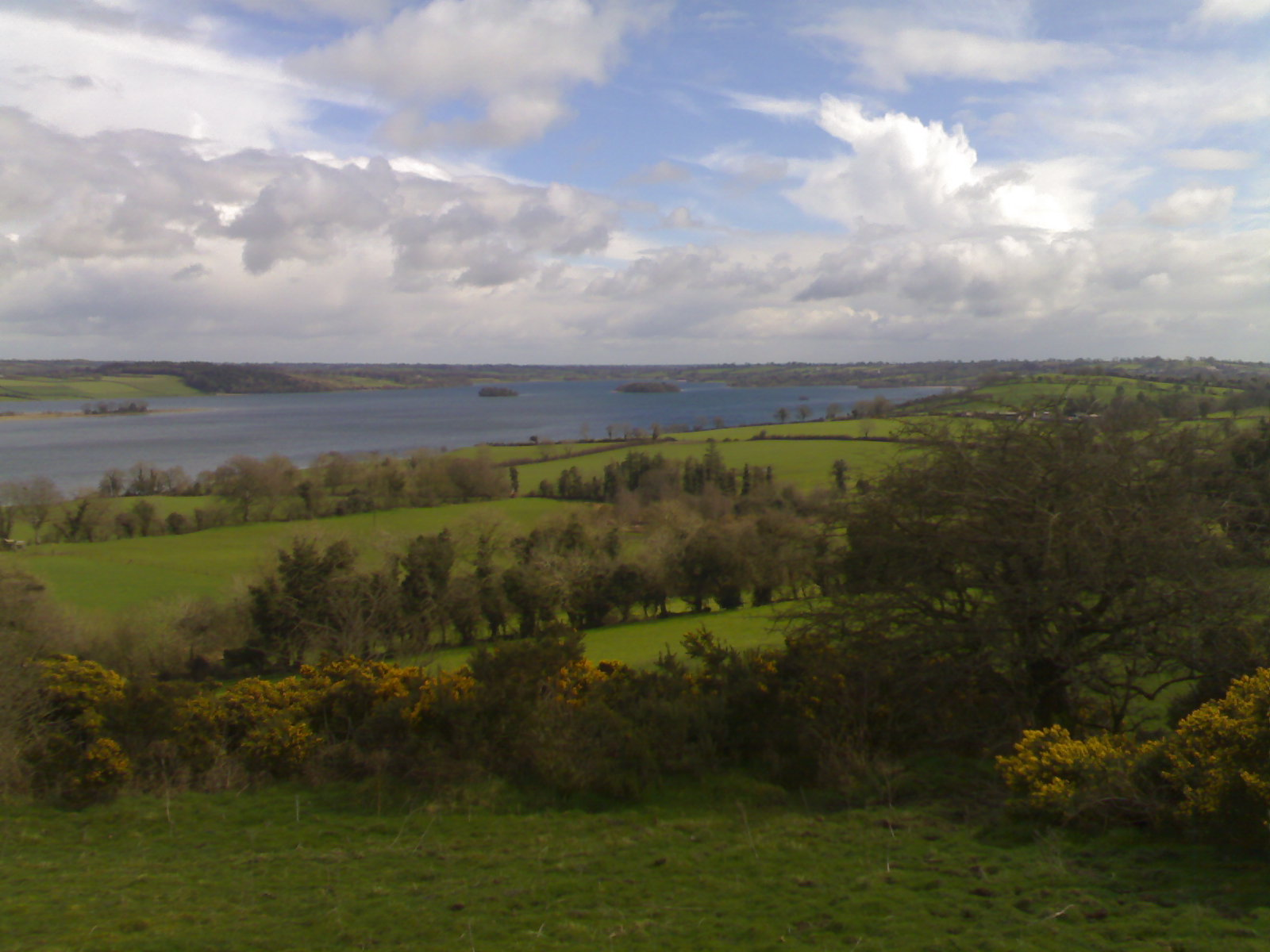
Lough Lene, County Westmeath

De belangrijkste rivier in Ierland is de rivier Shannon, die is met 386 km de langste rivier van Ierland en ook van alle Britse Eilanden. Deze rivier verdeelt het venige binnenland met het westen van het eiland. Hij stroomt door drie meren: Lough Allen, Lough Ree, en Lough Derg. Dit laatste is het grootste van het trio. De Shannon mondt uit in de Atlantische Oceaan, nadat hij de stad Limerick achter zich heeft gelaten ter hoogte van het estuarium.
Andere grote rivieren zijn de Liffey, de Lee, de Blackwater, de Nore, de Suir, de Barrow, de Erne en de Boyne. (Zie ook de lijst van rivieren in Ierland)
Lough Neagh in Ulster is het grootste meer van Ierland en het Verenigd Koninkrijk. Volgens een legende vocht de reus Fionn mac Cumhaill met een andere reus in Schotland, waardoor ze het eiland Isle of Man creëerden. In een razende bui verzamelde de reus een grote massa aarde uit de bodem en gooide het in de Ierse Zee. Het gat dat in Ierland achterbleef, vulde zich op met water ter vorming van Lough Neagh. Andere grote meren zijn Lower Lough Erne en Lough Corrib.

### Inhammen

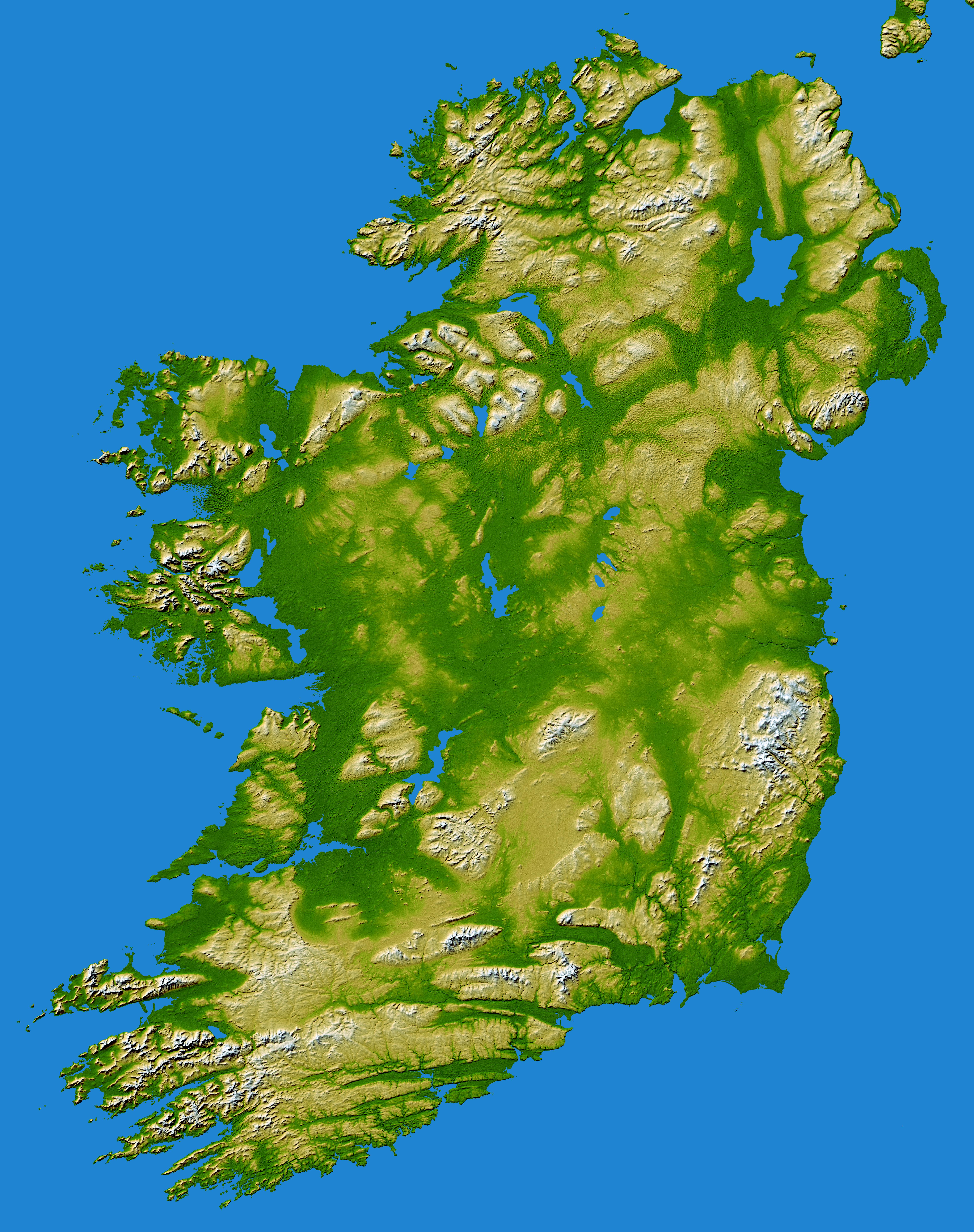
Topografie van Ierland

De Ierse kust volgend van in het noorden in tegenwijzerzin ligt in County Donegal de inham Lough Swilly die in het oosten begrensd wordt door het schiereiland Inishowen. Lough Foyle ligt aan de andere kant van het schiereiland. Deze laatste is een van de grootste inhammen van Ierland en is gelegen tussen County Donegal en County Londonderry. Verder zuidwaarts langs de kust bevindt zich in tegenwijzerzin Belfast Lough, tussen County Antrim en County Down. Daarnaast ligt er in County Down ook Strangford Lough die in feite een inham is die deels het schiereiland (ook district) Ards van het vasteland afscheidt. Verder langs de kust situeert zich Carlingford Lough tussen Down en County Louth.
Dublin Bay is de volgende inham, maar verder zuidwaarts langs de oostkust van Ierland aan de Ierse Zee is het veelal uniform tot aan de haven van Wexford ter hoogte van de monding van de rivier Slaney. Aan de zuidelijke kust bevindt zich de haven van Waterford aan de monding van de rivier Suir (waarin de andere twee rivieren Nore en Barrow vloeien). De volgende grote inham is de haven van Cork, aan de monding van de rivier Lee waarin zich het Great Island bevindt.
Dunmanus Bay, Bantry Bay, Kenmare River en Dingle Bay zijn allemaal inhammen tussen schiereilanden in County Kerry. Ten noorden van deze inhammen ligt het estuarium van de rivier Shannon. Tussen het noorden van County Clare en County Galway ligt de Baai van Galway. Clew Bay ligt aan de kust van County Mayo, ten zuiden van Achill Island, terwijl Blacksod Bay aan de noordelijke zijde van dat eiland ligt. Killala Bay situeert zich aan de noordkust van Mayo. Donegal Bay is een grote inham tussen County Donegal and County Sligo.

### Landtongen
Malin Head is het noordelijkste punt van Ierland. terwijl Mizen Head een van de zuidelijkste punten van het eiland is. Vandaar de uitdrukking "Malin head to Mizen head" (of omgekeerd) om iets aan te duiden dat heel Ierland betrekt. Carnsore Point daarentegen is het zuidoostelijkste punt van Ierland. Verder langs de kust ligt ook nog Hook Head terwijl de Old Head of Kinsale een van de vele landtongen is langs de zuidkust van Ierland.
Loop Head is de landtong waar County Clare op een punt komt aan de westkust van Ierland, met de Atlantische oceaan in het noorden en meer in het binnenlandse zuiden, het estuarium van de Shannon. Hags Head is ook nog een landtong verder aan de noordelijke en westelijke kustlijn van County Clare, met de Cliffs of Moher ten noorden van dat punt.
Erris Head is het noordwestelijkste punt van Connacht.

### Eilanden en schiereilenden

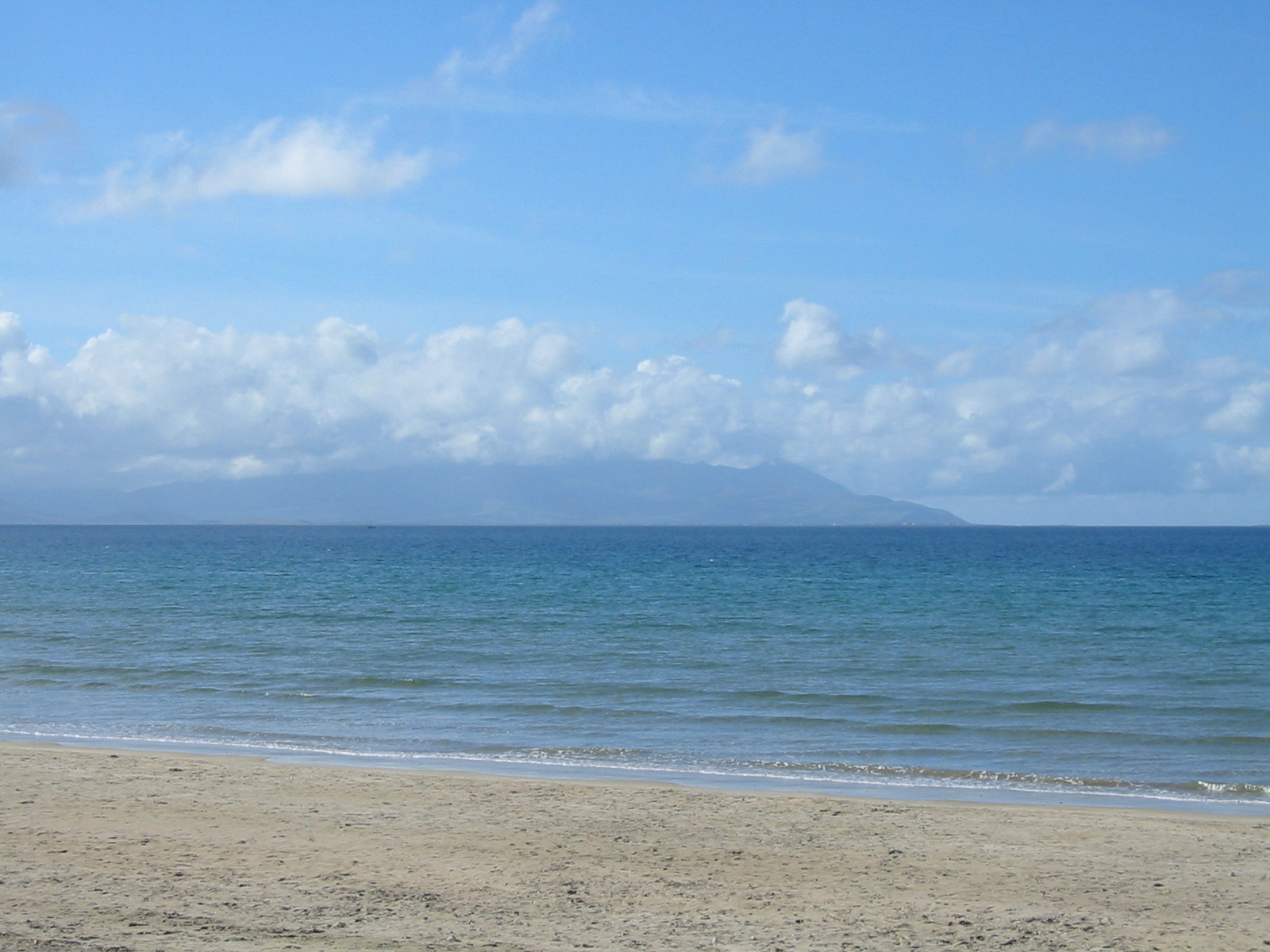
Het schiereiland Dingle gezien vanuit Banna Strand

Achill Island, dat in het noordwesten ligt, is het grootste eiland aan de Ierse kust. Het is relatief dunbevolkt (ongeveer 2700 inwoners) en is verbonden met het vasteland door middel van de Michaell Davitt-brug. Andere grote eilanden zijn de Aran Islands voor de kust van County Clare ter hoogte van de Cliffs of Moher. Hier woont een Ierssprekende gemeenschap, ook wel Gaeltacht genoemd. Valentia Island (bij het schiereiland Iveragh) is ook een van de grotere Ierse eilanden. Er woont een beperkte populatie en is eveneens verbonden via een brug met het vasteland. Omey Island ten slotte ligt langs de kust van Connemara en is een getijdeneiland.
Een aantal van de meest bekende schiereilanden in Ierland bevinden zich in County Kerry, waaronder Dingle, Iveragh en Beara. Het schiereiland Ards is een van de grotere buiten Kerry. Die van Inishowen in County Donegal herbergt het noordelijkste punt van Ierland (Malin Head) en enkele benoemenswaardige dorpen als Buncrana aan Lough Swilly, Carndonagh en Moville aan Lough Foyle. Het noordelijkste eiland (lees grondgebied) daarentegen is Inishtrahull ter hoogte van Malin Head. In feite kan ook Rockall deze titel claimen, maar de eigendom ervan wordt betwist en opgeëist door zowel het Verenigd Koninkrijk, als Ierland, Denemarken (behorend tot de Faeröereilanden) en IJsland. Het zuidelijkste punt (lees grondgebied) is Fastnet Rock.

## Klimaat
Het Ierse klimaat is gematigd, hoewel het significant warmer is dan bijna alle andere plaatsen op dezelfde breedtegraad, zoals in Polen of Newfoundland. Dit komt door de golfstroom. De overheersende wind waait vanuit het zuidwesten en botst op de bergen aan de westelijke kust. Hierom is de neerslag (vooral regen) in het westen van Ierland. Vooral Valentia Island, aan de westkust van County Kerry, ontvangt ongeveer twee keer zoveel jaarlijkse neerslag dan het oostelijk gelegen Dublin (respectievelijk 1430 mm en 732 mm. Door de band genomen kent het westelijk deel van Ierland 1000 – 1250 mm en het oostelijk deel 750 – 1000 mm neerslag per jaar.
Januari en februari zijn de koudste maanden van het jaar met gemiddelde dagelijkse temperaturen die variëren tussen 4 en 7 °C in deze maanden. Juli en augustus zijn de warmste maanden met meetwaarden die van 14 tot 20 °C kunnen variëren. De zonnigste maanden zijn mei en juni met een gemiddelde van 5 tot 7 zonuren per dag. Hoewel extreme weersomstandigheden in Ierland relatief zeldzaam zijn in vergelijking met continentale Europese landen, komen ze toch voor. Uitdijende Atlantische lagedrukgebieden, die voornamelijk plaatsgrijpen in de maanden december, januari en februari, kunnen soms windvlagen produceren tot 160 km/ph in westelijke counties, terwijl tijdens de zomermaanden, vooral tegen eind juli en begin augustus, plotse en heftige onweersbuien kunnen ontstaan. Die vinden vooral plaats in het binnenland en de westelijke gebieden van het land.

## Politieke en staatkundige geografie
Ierland wordt verdeeld in vier provincies: Connacht, Leinster, Munster en Ulster. Daarnaast bestaan er 32 counties. Zes van de negen counties in Ulster vormen Noord-Ierland, de 26 andere zijn van Ierland. De kaart toont de grenzen van alle 32 counties.
| Map of Ireland with numbered counties | Ierland 1. Dublin 2. Wicklow 3. Wexford 4. Carlow 5. Kildare 6. Meath 7. Louth 8. Monaghan 9. Cavan 10. Longford 11. Westmeath 12. Offaly 13. Laois 14. Kilkenny 15. Waterford 16. Cork | 1. Kerry 2. Limerick 3. Tipperary 4. Clare 5. Galway 6. Mayo 7. Roscommon 8. Sligo 9. Leitrim 10. Donegal Noord-Ierland 1. Fermanagh 2. Tyrone 3. Londonderry 4. Antrim 5. Down 6. Armagh |

Administratief gezien zijn twintig van counties in Ierland eenheden van plaatselijke overheden. De zes andere hebben meer dan een plaatselijk jurisdictiegebied waardoor er in totaal 34 overheden op het niveau van de counties zijn. Tipperary bestaat uit twee delen: North Tipperary en South Tipperary. De steden Dublin, Cork, Limerick, Galway en Waterford hebben een gemeenteraad en staan los van de counties die dezelfde namen dragen. Het overblijvende deel van County Dublin wordt opgesplitst in Dun Laoghaire-Rathdown, Fingal, and South Dublin.
Kiesdistricten in Ierland heten constituencies en volgen, conform de Ierse wetgeving, meestal de grenzen van de counties. Het onderhouden van de banden met het systeem van counties moet verplicht in overweging genomen worden bij de herorganisatie van de grenzen van een constituency.
In Noord-Ierland verving in 1973 een grote herorganisatie van het plaatselijke bestuur de zes oorspronkelijke counties en twee graafschappen (Belfast en Derry) door 26 districten, die met uitzondering van Fermanagh de oorspronkelijke countygrenzen doorkruisen. De zes counties en twee graafschappen blijven in gebruik voor de opdracht van bijvoorbeeld de Lord-Lieutenant maar het lokale bestuur is verschoven naar de districts. In november 2005 werden voorstellen aangekondigd om het aantal plaatselijke besturen te verminderen naar zeven. Op 1 april 2015 werd de reorganisatie van kracht en sinds die datum telt Noord-Ierland 11 districts.
De totale populatie van het eiland van ongeveer 6  miljoen mensen is hoofdzakelijk geconcentreerd aan de oostkust, voornamelijk in Dublin, Belfast en hun omgeving.

## Natuurlijke grondstoffen

### Venen

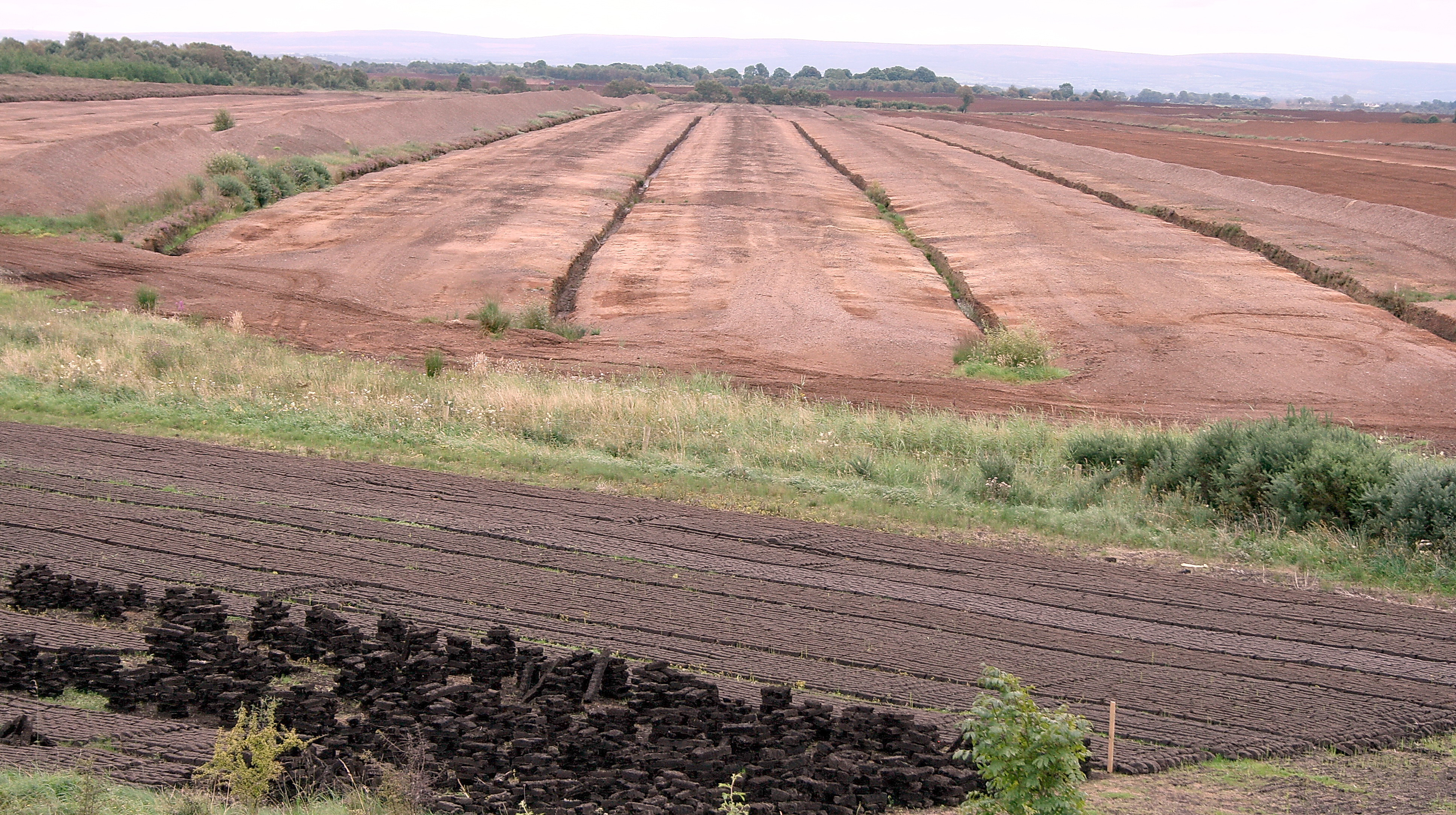
Bord na Mona turfoogst in de Bog of Allen

Ierland heeft 12 000 km² veenland, bestaande uit twee verschillende typen, namelijk hoogveen blanket bogs en laagveen raised bogs. In feite zijn ze het resultaat van menselijke activiteiten in combinatie met het vochtige Ierse klimaat. Hoogveen is gevormd op plekken waar Neolithische landbouwers bomen rooiden om aan landbouw te doen. Terwijl de gronden zo in onbruik geraakten, begon de bodem uit te logen en werd het zuurder. Op die manier ontstond een gunstige omgeving voor de groei van struikhei en russen. Het organisch afval van deze planten stapelde zich op waardoor een laag turf ontwikkeld werd.
Laagveen is het meest voorkomend in het stroomgebied van de Shannon. Ze werden gevormd toen vlakten achterbleven na de ijstijd, die opgevuld werden met water en meren vormden. Resten van riet in deze meren vormden een laag op de bodem. Als gevolg raakten de meren verstopt en rezen boven het oppervlak uit, ter vorming van laagveen.
Vanaf de zeventiende eeuw wordt veen geoogst als brandstof voor huiselijke verwarming en dergelijke, turf genoemd als het wordt gebruikt. Delving versnelde toen de commerciële uitbating van venen toenam. In de jaren 1940 werden machines voor het steken van turf geïntroduceerd, zodat de productie nu ook op grote schaal mogelijk werd. In Ierland werd dit de verantwoordelijkheid van een gedeeltelijk overheidsbedrijf, Bord na Móna genoemd. Naast de huiselijke toepassingen werd turf ook gebruikt in een industriële sectoren, waaronder bij de opwekking van elektriciteit.
De grootschalige vernietigingen van veenlanden hebben recent gezorgd voor weerstand omtrent de milieuproblematiek. Het probleem betreft voornamelijk het laagveen aangezien deze betere brandstof voortbrengt dan hoogveen. Er worden nu plannen opgesteld in zowel Ierland als Noord-Ierland om zo veel mogelijk laagveen van het eiland te beschermen en in stand te houden.

### Olie, aardgas en mineralen
In 1970 begon de zoektocht naar aardgas langs de kusten in de zee. De eerste grote ontdekking was het aardgasveld van Kinsale Head in 1971. Vervolgens werd ook het aardgasveld van Ballycotton in 1989 gevonden, en het aardgasveldproject van Corrib in 1996 opgestart. Het van start gaan van deze laatste moet in feite nog van de grond komen vanwege het controversiële voorstel om het gas op het land te raffineren, in plaats van op zee. Gas uit deze velden worden naar het land gepompt en wordt gebruikt voor zowel huiselijke als industriële toepassingen. Het olieveld van Helvick, dat geschat wordt op een voorraad van 28 miljoen vaten olie, is een andere recente ontdekking. Ierland is de grootste Europese producent van zink met drie operationele zink-loodmijnen bij Navan, Galmoy en Lisheen. Andere minerale afzettingen met (potentiële) commerciële waarde zijn goud, zilver, gips, talk, calciet, dolomiet, leisteen, kalksteenaggregaten, zand en grind. Goud wordt voornamelijk ontgonnen in de Wicklow Mountains. Kolen vindt men in Kilkenny, ligniet in Antrim en zink in de mijnen van Tara.
In mei 2007 meldde het Department of Communications, Marine and Natural Resources (nu: Department of Communications, Energy and Natural Resources) dat er mogelijk voorraden zijn van meer dan 130 miljard vaten aardolie en 1,5 biljoen m³ aan aardgas in de Ierse kustwateren. Met zekerheid is inmiddels een voorraad van 10 miljard vaten olie aangetoond.
Ook aan land is inmiddels gas en olie gevonden. Met name het Lough Allen Bassin is hierbij interessant. Voorheen was dit onbruikbaar moerasgebied maar inmiddels is een voorraad van 1,5 miljard vaten olie en 28 miljard m³ aagetoond ter waarde van vele miljarden euro's. Inmiddels wordt ook hard gewerkt om de velden Spanish Point, Corrib en Kinsale Head in productie te brengen.